# Demaskator
Demaskator (ang. Blacklight) – australijsko-amerykańsko-chiński dreszczowiec z 2022 roku w reżyserii Marka Williamsa. W głównych rolach wystąpili Liam Neeson, Aidan Quinn i Taylor John Smith. Film miał premierę 10 lutego 2022 roku.

## Fabuła
Agent rządowy do zadań specjalnych, Travis Block, planuje przejść na emeryturę. Przypadkiem odkrywa złożony spisek, za którym stoi szef FBI. Decyzja o dojściu do prawdy wszelkim kosztem sprawia, że zarówno on, jak i jego bliscy znajdują się na celowniku służb specjalnych.

## Obsada
- Liam Neeson jako Travis Block
- Aidan Quinn jako Gabriel Robinson
- Taylor John Smith jako Dusty Crane
- Emmy Raver-Lampman jako Mira Jones
- Claire van der Boom jako Amanda Block
- Yael Stone jako Helen Davidson
- Zac Lemons jako Wallace
- Gabriella Sengos jako Natalie Block
- Georgia Flood jako Pearl
- Caroline Brazier jako Sarah
- Melanie Jarnson jako Sofia Flores
- Tim Draxl jako Drew Hawthorne
- Andrew Shaw jako Jordan Lockhart
- Mel Jarnson jako Sofia Flores
- Clara Helms jako Blaire Wright[1]

## Produkcja
Zdjęcia do filmu kręcono w Australii w miastach Canberra, Melbourne i Macedon oraz w Waszyngtonie w Stanach Zjednoczonych.

## Odbiór

### Box office
Budżet filmu jest szacowany na 43 miliony dolarów. W Stanach Zjednoczonych film zarobił 9,5 mln USD. W innych krajach przychody wyniosły ponad 6 mln, a łączny przychód ze sprzedaży biletów blisko 16 milionów dolarów.

### Reakcja krytyków
Film spotkał się z negatywną reakcją krytyków. W agregatorze recenzji Rotten Tomatoes 11% ze 103 recenzji uznano za pozytywne, a średnia ocen wyniosła 3,8 na 10. Z kolei w agregatorze Metacritic średnia ważona ocen z 22 recenzji wyniosła 27 punktów na 100.